# Tour du Cameroun 2008
La 6e édition de la course cycliste Tour du Cameroun a eu lieu du 29 mars au 6 avril 2008.
La victoire est revenue au Camerounais Joseph Sanda.

## La course
La compétition est marquée par de nombreux problèmes d'organisation. À l'exception des quatre équipes camerounaises, aucune n'a pu rallier Maroua la veille du départ prévu. Le départ du tour est donc repoussé au 29 mars et l'étape reliant Nkongsamba à Douala est annulée pour pouvoir tenir les délais.

## Résultats

### Les étapes
| Détail    | Date      | Villes étapes           | km   | Vainqueur d'étape    | Leader du classement général |
| 1re étape | 29 mars   | Mokong - Maroua         | 121  | Joseph Sanda         | Joseph Sanda                 |
| 2e étape  | 30 mars   | Garoua - Garoua         | 107  | Robert Glajza        | Joseph Sanda                 |
| 3e étape  | 31 mars   | Ngaouyanga - Ngaoundéré | 76,7 | Martinien Tega       | Joseph Sanda                 |
| 4e étape  | 1er avril | Batié - Bafang          | 30   | Ivan Viglaský        | Joseph Sanda                 |
| 5e étape  | 2 avril   | Bonabéri - Buéa         | 96   | Ivan Viglaský        | Joseph Sanda                 |
| 6e étape  | 3 avril   | Douala - Kribi          | 164  | Bassirou Konté       | Joseph Sanda                 |
| 7e étape  | 5 avril   | Mbalmayo - Sangmélima   | 123  | Robert Glajza        | Joseph Sanda                 |
| 8e étape  | 6 avril   | Sangmélima - Yaoundé    | 164  | Abdul Wahab Sawadogo | Joseph Sanda                 |

### Classement général final
Le classement général est remporté par le Camerounais Joseph Sanda .
| Classement général | Classement général | Classement général | Classement général                | Classement général |
|                    | Coureur            | Pays               | Équipe                            | Temps              |
| ------------------ | ------------------ | ------------------ | --------------------------------- | ------------------ |
| 1er                | Joseph Sanda       | Cameroun           | SNH Vélo club                     |                    |
| 2e                 | Martinien Tega     | Cameroun           | SNH Vélo club                     |                    |
| 3e                 | Damien Teku        | Cameroun           | SNH Vélo club                     |                    |
| 4e                 | Ivan Viglaský      | Slovaquie          | Middle Slovakia                   |                    |
| 5e                 | Robert Glasza      | Slovaquie          | Middle Slovakia                   |                    |
| 6e                 | Kouamé Lokossué    | Côte d'Ivoire      | Équipe nationale de Côte d'Ivoire |                    |
| 7e                 | Sadrak Teguimaha   | Cameroun           | SNH Vélo club                     |                    |
| 8e                 | Milos Masny        | Slovaquie          | Middle Slovakia                   |                    |
| 9e                 | Becayé Traoré      | Sénégal            | Équipe nationale du Sénégal       |                    |
| 10e                | Clovis Guewa       | Cameroun           | Douala Vélo club                  |                    |
| modifier           |                    |                    |                                   |                    |

### Classements annexes
Les vainqueurs des différents maillots distinctifs sont :
- Meilleur africain (maillot bleu) : Joseph Sanda (SNH, Cameroun)
- Meilleur jeune (maillot blanc) : Joseph Sanda (SNH, Cameroun)
- Meilleur grimpeur (maillot à pois rouges) : Sadrak Teguimaha (SNH, Cameroun)
- Meilleur sprinteur : Robert Glasza (Middle Slovakia)
- Meilleure équipe : SNH Vélo club